# Anna Rosenfeld Vilalta
Anna Rosenfeld Vilalta (Barcelona, 1987), és periodista i analista de xarxes socials.
Va estudiar periodisme a la Universitat Autònoma de Barcelona i va cursar el màster en Comunicació Política a la mateixa universitat. Està especialitzada en comunicació 2.0. Va treballar com a redactora a Crònica.cat, i ha fet d'assessora de comunicació i community manager, gestionant les xarxes socials, de diverses empreses i projectes com Initec o LetsBonus Barcelona. Des del gener de 2013 és la responsable de la comunicació online de l'Assemblea Nacional Catalana. Gestiona els perfils oficials de l'ANC a les xarxes socials, difonent el seu missatge i potenciant la seva presència, ja sigui a Facebook i Twitter com també des de fòrums i plataformes de debat.
Anna Rosenfeld ha estat autora de diferents llibres, un dels més recents és 17:14 L'hora Del Poble.